# Jackson megye (Oklahoma)
Jackson megye az Amerikai Egyesült Államokban, azon belül Oklahoma államban található. Megyeszékhelye és legnagyobb városa Altus. Lakosainak száma 24 785 fő (2020. április 1.). Jackson megye Greer, Kiowa, Tillman, Wilbarger, Hardeman és Harmon megyékkel határos.

## Népesség
A megye népességének változása:
| Lakosok száma | 26 471 | 26 382 | 26 205 | 26 088 | 25 574 | 24 785 |
|               | 2010   | 2011   | 2012   | 2013   | 2015   | 2020   |